# Nils Adam Bielke
Nils Adam Bielke, född 30 januari 1724 i Göteborg, död 20 juni 1792 på Sturefors slott, var en svensk greve och riksråd samt t.f. riksmarskalk och även verksam som tecknare. Begravd i Stureforssagraven i Vist kyrka utanför Linköping.

## Biografi
Nils Adam Bielke var son till greve Ture Gabriel Bielke och grevinnan Charlotta Christina Piper. Han var dotterson till Christina Piper, och växte upp hos sin mormor efter moderns död.
Bielke som efter att ha avlagt studentexamen i Lund 1733 fått en fin juridisk utbildning med bl. a. studier i Greifswald 1741–1743, inträdde 1738 i hovtjänst och avancerade till de högre posterna. Samtidigt med sin ämbetsmannakarriär ägnade han sig åt konsten och som konstnär är han alltifrån talanglös. De tre landskapsteckningarna av Bielke som finns bevarade på Nationalmuseum visar en fin iakttagelseförmåga och en ovanlig säkerhet i handens rörelse. Det är möjligt, att dessa små sensitiva bilder är från en resa Bielke som delegerad gjorde 1743 för att avhämta Adolf Fredrik. Motiven är inte från Sverige. 
Efter att ha tjänstgjort vid kansliet anställdes Bielke som underguvernör för den blivande kungen Gustav III. På denna plats förvärvade sig Bielke både prinsens kärlek och föräldrarnas välvilja. Efter det misslyckade revolutionsförsöket 1756 blev dock ständerna angelägna att tronföljaren skulle vara omgiven av personer som tänkte på samma sätt som det härskande partiet och värnade om dess statsrättsteorier. Detta ledde till att Bielke avskedades, men fick behålla lönen som pension. 
Bielke utnämndes år 1761 till landshövding i Nyköpings län. Där utvecklade han en kraftfull och ändamålsenlig verksamhet, befordrade näringarna och uppmuntrade jordbruket, för vilket ändamål han själv uppträdde som författare till några mindre skrifter i statistik och lanthushållning. 
Hans nära förbindelse med konungafamiljen gjorde dess politik till hans, och på så sätt kom han att vid riksdagarna under frihetstidens sista skede kämpa i ett partis leder, mot vilket fadern fört en livslång fejd. Hans kamp ledde till att det segrande hattpartiet upphöjde honom till riksråd 1769. Han förlorade dock sin plats vid partiets fall i maj 1772, men återfick den efter Gustav III:s statskupp. 
År 1774 upptäcktes Tureholmskatten på hans gods vid Tuna by i Västerljungs socken, i Trosa kommun. Guldskatten grävdes ner under folkvandringstiden och vägde cirka 12 kilogram. Han meddelade om det viktiga fyndet till den kulturintresserade kung Gustav III, och löste in delar av den, bland annat en massiv halsring stämplad med halvmånar, inofficiellt i arkeologkretsar kallas "Härskarringen". Resten av skatten bestod av spirallagda guldtenar, s.k. betalningsguld. Dessa som utgjorde nio tiondelar av skatten fick greven behålla då rikets dåliga finanser inte tillät inlösen. Han smälte ner dem, fick tillverkad dukater och kunde då betala sina skulder. 
Bielke blev år 1782 förordnad att utöver det vara president i bergskollegium. Det var ett nytt och för honom nästan okänt verksamhetsfält, med vars förhållanden han dock inom kort gjorde sig förtrogen och inom vars olika grenar han utövade en jäktad verksamhet. Han företog vidsträckta resor till landets alla bergverk, höll noggrann tillsyn om bergsstatens ämbete- och tjänstemän och var den som först framställde förslaget om och genomdrev anläggningen av Älvdalens porfyrverk, vilken genomfördes av mekanikern Erik Hagström. Bielke invaldes 1774 som ledamot nummer 206 av Kungliga Vetenskapsakademien.
Han nedlade sina ämbeten 1790 och tillbringade de återstående levnadsåren på sina egendomar Sturefors och Tureholm. Häftigt uppskakad vid underrättelsen om Gustav III:s mord skyndade han till Stockholm, men ådrog sig där en förkylning, som slutade hans dagar några månader senare.

### Familj
Bielke gifte sig första gången 14 april 1757 i Stockholm med grevinnan Ulrika Eleonora von Düben (1722–1758). Hon var dotter till riksrådet Joachim von Düben och Margareta Spegel. De fick tillsammans en dödfödd son (1758–1758).
Andra gången gifte han sig 9 april 1759 med friherrinnan Fredrika Eleonora von Düben (1738–1808). Hon var dotter till riksrådet Joachim von Düben och Catharina Eleonora Temming. De fick tillsammans barnen Fredrika Lovisa Gunilla Bielke (1760–1764), kornetten Gustaf Thure Bielke (1762–1833), löjtnanten Nils Bielke (1763–1782), Charlotta Catharina Bielke (1765–1793) som var gift med kammarherren Louis De Geer af Leufsta, Sigrid Bielke (1768–1818) och Gunilla Bielke (1770–1815) som var gift med kammarherren Louis De Geer af Leufsta.  Bielkes fru Fredrika Eleonora von Düben gjorde sig bemärkt som skicklig målare och för sin talang invaldes till ledamot av Målareakademien.[källa behövs]